# Sasa Sviben
Sasa Sviben, né le 10 janvier 1973 est un coureur cycliste slovène, professionnel entre 1998 et 2003. Il a notamment remporté le titre de champion de Slovénie en 1997.

## Palmarès
- 1997
  -  Champion de Slovénie sur route
  -  Champion de Slovénie du contre-la-montre
  - 3e du Tour de Pologne
- 1998
  - GP Puch Ptuj
- 1999
  - 2e du championnat de Slovénie du contre-la-montre
- 2000
  - 2e du Raiffeisen Grand Prix
  - 2e du Völkermarkter Radsporttage
  - 2e du GP Krka
  - 2e de la Kettler Classic-Südkärnten
- 2001
  - Kettler Classic-Südkärnten
  - Giro del Medio Brenta
  - 2e du championnat de Slovénie du contre-la-montre
  - 3e du Tour de Saxe
  - 3e du Lavanttaler Radsporttage
  - 3e du Critérium des Abruzzes
- 2002
  - 2e du championnat de Slovénie sur route